# Người bí ẩn
Người bí ẩn là chương trình hài thực tế trên truyền hình dựa theo chương trình Odd One In của Đài ITV (Anh Quốc), sản xuất bởi Đông Tây Promotion và phát sóng trên HTV7 – Đài Truyền hình thành phố Hồ Chí Minh, VTVCab 1 – Vie Giải Trí, HanoiTV1 – Đài PT-TH Hà Nội và DRT1. Trong mỗi số, các khách mời và một đội chủ nhà cố định theo mùa sẽ thi nhau phán đoán để tìm ra những người bí ẩn, là những người với những biệt tài lạ thường được ẩn giấu qua các vòng thi. Đây là một trong những chương trình truyền hình thực tế có lượng khán giả theo dõi cao và được đánh giá là mang ý nghĩa nhân văn sâu sắc bên cạnh tính chất giải trí. Chương trình được phát sóng vào lúc 21:00 tối chủ nhật hàng tuần từ ngày 30/3/2014 đến hết ngày 8/9/2019 trên kênh HTV7.

## Luật chơi
Nhiệm vụ của hai đội chơi trong mỗi vòng là tìm ra người bí ẩn trong một nhóm (thường gồm 4 hoặc 5 người). Người bí ẩn là người trùng khớp với miêu tả của người dẫn chương trình. Các miêu tả thường gặp là về nghề nghiệp của người bí ẩn hoặc quê quán hoặc sở hữu của người đó với một vật thể. Tất cả những người trong nhóm người bí ẩn đều lần lượt dùng lời nói hoặc các bài biểu diễn theo yêu cầu để chứng minh mình là người bí ẩn. Hai đội chơi được quyền hỏi những người bí ẩn, ngoài ra chương trình có thể yêu cầu nhóm người bí ẩn thực hiện một số thao tác hoặc bài biểu diễn để các đội chơi ra quyết định. Đội đoán đúng người bí ẩn sẽ nhận một điểm. Sau 5 vòng thi, nếu đội khách bằng hoặc hơn điểm đội nhà sẽ chiến thắng chung cuộc.
Kể từ mùa 5, luật chơi có một số thay đổi, với việc đội khách mời sẽ không còn cố định là một đôi nam nữ mà linh hoạt hơn, có thể là 2 nam hoặc 2 nữ, cũng có thể nhiều hơn 2 thành viên. Số lượng vòng thi giảm xuống 4 vòng, nhưng số điểm ở vòng 4 được nhân đôi. Vòng đấu cuối cùng sẽ là một cuộc hội tụ "toàn sao", nâng từ 6 lên 8 người (đôi khi 9 người), tất cả đều sở hữu tài năng nhưng chỉ duy nhất 1 người có khả năng trùng khớp với mô tả của chương trình.

## Dẫn chương trình và chủ nhà
| Mùa | Năm phát sóng | MC           | Chủ nhà    | Chủ nhà    |
| Mùa | Năm phát sóng | MC           | Nam        | Nữ         |
| --- | ------------- | ------------ | ---------- | ---------- |
| 1   | 2014          | Trấn Thành   | Hoài Linh  | Việt Hương |
| 2   | 2015          | Trấn Thành   | Hoài Linh  | Việt Hương |
| 3   | 2016          | Trấn Thành   | Vân Sơn    | Hồng Đào   |
| 4   | 2017          | Trấn Thành   | Vân Sơn    | Hồng Đào   |
| 5   | 2018          | Trấn Thành   | Hoài Linh  | Việt Hương |
| 6   | 2019          | Trường Giang | Trấn Thành | Việt Hương |

## Các đợt phát sóng
| Chú giải | Đội khách thắng hoặc hòa đội nhà và giành số tiền thưởng bằng tổng điểm của hai đội nhân với 5.000.000 đồng |
| Chú giải | Đội khách đoán đúng tất cả các vòng và giành được tiền thưởng 50.000.000 đồng, bất kể kết quả của đội nhà   |
| Chú giải | Đội nhà thắng và đội khách không có tiền thưởng                                                             |

| Mùa      | Tập | Ngày chiếu | Khách mời                                            | Tỉ số (Nhà - Khách) |
| -------- | --- | ---------- | ---------------------------------------------------- | ------------------- |
| 1 (2014) | 1   | 30 tháng 3 | Lê Hoàng - Lý Nhã Kỳ                                 | 3 - 4               |
| 1 (2014) | 2   | 6 tháng 4  | Petey Nguyễn - Thúy Diễm                             | 5 - 3               |
| 1 (2014) | 3   | 13 tháng 4 | Đại Nghĩa - Lê Khánh                                 | 4 - 4               |
| 1 (2014) | 4   | 20 tháng 4 | Nam Trung - Xuân Lan                                 | 2 - 3               |
| 1 (2014) | 5   | 27 tháng 4 | Don Nguyễn - Kathy Uyên                              | 3 - 1               |
| 1 (2014) | 6   | 4 tháng 5  | Nathan Lee - Jennifer Phạm                           | 2 - 2               |
| 1 (2014) | 7   | 11 tháng 5 | Trường Giang - Ngọc Lan                              | 4 - 1               |
| 1 (2014) | 8   | 18 tháng 5 | Huy Khánh - Khởi My                                  | 3 - 4               |
| 1 (2014) | 9   | 25 tháng 5 | Phan Anh - Uyên Linh                                 | 2 - 0               |
| 1 (2014) | 10  | 1 tháng 6  | Kyo York - Trác Thúy Miêu                            | 1 - 1               |
| 1 (2014) | 11  | 8 tháng 6  | Isaac - Miu Lê                                       | 4 - 4               |
| 1 (2014) | 12  | 15 tháng 6 | Trương Nam Thành - Phan Như Thảo                     | 5 - 4               |
| 1 (2014) | 13  | 22 tháng 6 | John Huy Trần - Phương Vy                            | 4 - 4               |
| 1 (2014) | 14  | 29 tháng 6 | Tập đặc biệt                                         | Tập đặc biệt        |
| 1 (2014) | 15  | 6 tháng 7  | Tập đặc biệt                                         | Tập đặc biệt        |
| 2 (2015) | 1   | 15 tháng 3 | Chí Tài - Xuân Lan (2)                               | 2 - 3               |
| 2 (2015) | 2   | 22 tháng 3 | Ngô Kiến Huy - Thanh Hằng (siêu mẫu)                 | 4 - 4               |
| 2 (2015) | 3   | 29 tháng 3 | Lê Hoàng (2) - Thủy Tiên                             | 3 - 3               |
| 2 (2015) | 4   | 5 tháng 4  | Trường Giang (2) - Minh Hằng                         | 3 - 2               |
| 2 (2015) | 5   | 12 tháng 4 | Minh Khang - Thúy Hạnh                               | 3 - 3               |
| 2 (2015) | 6   | 19 tháng 4 | Sơn Lâm - Hoàng Oanh                                 | 3 - 3               |
| 2 (2015) | 7   | 26 tháng 4 | Nguyên Khang - Ngọc Hân                              | 4 - 3               |
| 2 (2015) | 8   | 3 tháng 5  | Tấn Beo - Nhật Kim Anh                               | 3 - 2               |
| 2 (2015) | 9   | 10 tháng 5 | Isaac (2) - Tóc Tiên                                 | 3 - 3               |
| 2 (2015) | 10  | 17 tháng 5 | Lý Hùng - Việt Trinh                                 | 3 - 3               |
| 2 (2015) | 11  | 24 tháng 5 | Quý Bình - Anh Thư                                   | 3 - 4               |
| 2 (2015) | 12  | 31 tháng 5 | Huy Khánh (2) - Đinh Ngọc Diệp                       | 2 - 4               |
| 2 (2015) | 13  | 7 tháng 6  | Lâm Vinh Hải - Đông Nhi                              | 4 - 3               |
| 2 (2015) | 14  | 14 tháng 6 | Hữu Quốc - Diễm My 9x                                | 2 - 2               |
| 2 (2015) | 15  | 21 tháng 6 | Tập đặc biệt                                         | Tập đặc biệt        |
| 3 (2016) | 1   | 27 tháng 3 | Quyền Linh - Lý Nhã Kỳ (2)                           | 4 - 4               |
| 3 (2016) | 2   | 3 tháng 4  | Ngô Kiến Huy (2) - Miu Lê (2)                        | 3 - 3               |
| 3 (2016) | 3   | 10 tháng 4 | Noo Phước Thịnh - Thúy Vân                           | 2 - 4               |
| 3 (2016) | 4   | 17 tháng 4 | Bê Trần - Chi Pu                                     | 4 - 2               |
| 3 (2016) | 5   | 24 tháng 4 | Hứa Vĩ Văn - Hari Won                                | 3 - 3               |
| 3 (2016) | 6   | 1 tháng 5  | Huỳnh Anh - Hoàng Oanh (2)                           | 5 - 2               |
| 3 (2016) | 7   | 8 tháng 5  | Trương Nam Thành (2) - Nhật Kim Anh (2)              | 5 - 5               |
| 3 (2016) | 8   | 15 tháng 5 | Long Nhật - Ốc Thanh Vân                             | 4 - 5               |
| 3 (2016) | 9   | 22 tháng 5 | Thanh Duy - Hương Giang Idol                         | 4 - 4               |
| 3 (2016) | 10  | 29 tháng 5 | Tiến Luật - Thu Trang                                | 4 - 2               |
| 3 (2016) | 11  | 5 tháng 6  | Nam Trung (2) - Thanh Thảo                           | 4 - 5               |
| 3 (2016) | 12  | 12 tháng 6 | Kelvin Khánh - Khởi My (2)                           | 5 - 2               |
| 3 (2016) | 13  | 19 tháng 6 | Đức Hải - Hồng Vân                                   | 4 - 5               |
| 3 (2016) | 14  | 26 tháng 6 | Kim Tử Long - Phượng Loan                            | 5 - 3               |
| 3 (2016) | 15  | 3 tháng 7  | Tập đặc biệt                                         | Tập đặc biệt        |
| 4 (2017) | 1   | 12 tháng 3 | Quyền Linh (2) - Cát Tường                           | 5 - 2               |
| 4 (2017) | 2   | 19 tháng 3 | Tấn Beo (2) - Lê Giang                               | 3 - 3               |
| 4 (2017) | 3   | 26 tháng 3 | Quý Bình (2) - Minh Hằng (2)                         | 4 - 4               |
| 4 (2017) | 4   | 2 tháng 4  | Gil Lê - Chi Pu (2)                                  | 3 - 3               |
| 4 (2017) | 5   | 9 tháng 4  | Thanh Duy (2) - Hòa Minzy                            | 3 - 2               |
| 4 (2017) | 6   | 16 tháng 4 | Anh Đức - Hari Won (2)                               | 4 - 4               |
| 4 (2017) | 7   | 23 tháng 4 | S.T Sơn Thạch - Lan Ngọc                             | 4 - 4               |
| 4 (2017) | 8   | 30 tháng 4 | Phan Anh (2) - Phạm Hương                            | 2 - 4               |
| 4 (2017) | 9   | 7 tháng 5  | Trung Dân - Thanh Hằng                               | 3 - 3               |
| 4 (2017) | 10  | 14 tháng 5 | Trịnh Thăng Bình - Nam Em                            | 4 - 2               |
| 4 (2017) | 11  | 21 tháng 5 | Hồ Quang Hiếu - Bảo Anh                              | 4 - 2               |
| 4 (2017) | 12  | 28 tháng 5 | Huy Khánh (3) - Tường Vi                             | 4 - 4               |
| 4 (2017) | 13  | 4 tháng 6  | Anh Vũ - Cát Phượng                                  | 4 - 4               |
| 4 (2017) | 14  | 11 tháng 6 | Trương Nam Thành (3) - Vân Trang                     | 4 - 4               |
| 4 (2017) | 15  | 18 tháng 6 | Võ Cảnh - Angela Phương Trinh                        | 4 - 3               |
| 4 (2017) | 16  | 25 tháng 6 | Đại Nghĩa (2) - Võ Hạ Trâm                           | 2 - 3               |
| 4 (2017) | 17  | 2 tháng 7  | Hứa Vĩ Văn (2) - Diễm My 9x (2)                      | 4 - 2               |
| 5 (2018) | 1   | 8 tháng 4  | Hari Won (3) - Lê Giang (2)                          | 3 - 3               |
| 5 (2018) | 2   | 15 tháng 4 | Jun Phạm - Trúc Nhân                                 | 5 - 4               |
| 5 (2018) | 3   | 22 tháng 4 | Thoại Mỹ - Ngọc Giàu                                 | 3 - 4               |
| 5 (2018) | 4   | 29 tháng 4 | Diễm My 9x (3) - Ninh Dương Lan Ngọc (2)             | 3 - 4               |
| 5 (2018) | 5   | 6 tháng 5  | Phạm Hương (2) - H'Hen Niê                           | 3 - 5               |
| 5 (2018) | 6   | 13 tháng 5 | Hoàng Thùy - Mâu Thủy - Nam Em (2)                   | 4 - 4               |
| 5 (2018) | 7   | 20 tháng 5 | Ngô Kiến Huy (3) - Diệu Nhi                          | 4 - 4               |
| 5 (2018) | 8   | 27 tháng 5 | Chi Dân - Vũ Cát Tường                               | 5 - 4               |
| 5 (2018) | 9   | 3 tháng 6  | Kim Tử Long (2) - Ngọc Huyền                         | 3 - 5               |
| 5 (2018) | 10  | 10 tháng 6 | Tiết Cương - Anh Đức (2) - Nam Thư - Trịnh Xuân Nhản | 4 - 4               |
| 5 (2018) | 11  | 17 tháng 6 | Nhật Kim Anh (3) - Kha Ly - Sam                      | 4 - 3               |
| 5 (2018) | 12  | 24 tháng 6 | Ngọc Sơn - Việt Trinh (2)                            | 3 - 4               |
| 5 (2018) | 13  | 1 tháng 7  | Hoàng Oanh (3) - Hoàng Yến Chibi                     | 5 - 5               |
| 5 (2018) | 14  | 8 tháng 7  | Hoàng Sơn - Hồng Vân (2)                             | 2 - 2               |
| 5 (2018) | 15  | 15 tháng 7 | Tiến Vũ - Song Luân - Mai Tài Phến                   | 5 - 4               |
| 5 (2018) | 16  | 22 tháng 7 | Nhan Phúc Vinh - Kim Tuyến                           | 4 - 2               |
| 5 (2018) | 17  | 29 tháng 7 | Kiều Ngân - Đại Nghĩa (3) - Ốc Thanh Vân (2)         | 5 - 1               |
| 6 (2019) | 1   | 19 tháng 5 | H'Hen Niê (2) - Mâu Thủy (2)                         | 3 - 1               |
| 6 (2019) | 2   | 26 tháng 5 | Chí Tài (2) - Võ Hoàng Yến                           | 2 - 3               |
| 6 (2019) | 3   | 2 tháng 6  | Lê Dương Bảo Lâm - Lê Giang (3) - Minh Dự            | 4 - 4               |
| 6 (2019) | 4   | 9 tháng 6  | Lê Xuân Tiền - Mai Tài Phến (2) - Trần Quốc Anh      | 3 - 4               |
| 6 (2019) | 5   | 16 tháng 6 | Song Luân (2) - Hiền Hồ - Anh Đức (3)                | 1 - 2               |
| 6 (2019) | 6   | 23 tháng 6 | Ngọc Sơn (2) - Ngọc Huyền (2)                        | 2 - 3               |
| 6 (2019) | 7   | 30 tháng 6 | Thanh Duy (3) - Khả Như - Liêu Hà Trinh              | 3 - 2               |
| 6 (2019) | 8   | 7 tháng 7  | Hari Won (4) - Tuấn Trần                             | 3 - 3               |
| 6 (2019) | 9   | 14 tháng 7 | Midu - Puka - Tronie Ngô                             | 4 - 0               |
| 6 (2019) | 10  | 21 tháng 7 | Trương Thế Vinh - Liên Bỉnh Phát - BB Trần           | 0 - 1               |
| 6 (2019) | 11  | 28 tháng 7 | Anh Tú - Ninh Dương Lan Ngọc (3) - Nhất Trung        | 4 - 4               |
| 6 (2019) | 12  | 4 tháng 8  | Huỳnh Lập - Minh Tú                                  | 3 - 1               |
| 6 (2019) | 13  | 11 tháng 8 | Xuân Nghị - Nam Thư (2) - Mạc Văn Khoa               | 1 - 1               |
| 6 (2019) | 14  | 18 tháng 8 | Quốc Thuận - Cát Tường (2)                           | 2 - 2               |
| 6 (2019) | 15  | 25 tháng 8 | Gil Lê (2) - Ái Phương - Will                        | 2 - 1               |
| 6 (2019) | 16  | 1 tháng 9  | Ốc Thanh Vân (3) - Tiến Luật (2) - Thùy Dung         | 5 - 4               |
| 6 (2019) | 17  | 8 tháng 9  | Lâm Vỹ Dạ - Hứa Minh Đạt                             | 1 - 1               |

## Nhận xét
Theo Hoài Linh:
"Tôi đã từng ngồi rất nhiều gameshow, cuộc thi... nhưng chưa có nơi nào mang đến nhiều áp lực và hứng thú như chương trình Người bí ẩn. Những show khác, tôi ngồi xong rồi về, không suy nghĩ gì nhiều. Nhưng với riêng Người bí ẩn thì mỗi số là một cuộc đấu trí giữa tôi, Việt Hương và một đội khách gồm hai nghệ sĩ khác. Một trong những yếu tố nữa làm tôi tin tưởng vào sự thành công của chương trình này đó là phát hiện ra những tài năng ẩn dật đâu đó trong cuộc sống.
Họ đã lấy đi rất nhiều nước mắt của tôi, Việt Hương, Trấn Thành, các anh em nghệ sĩ và cả phim trường. Đặc sản của chương trình này là những pha chặt chém giữa 2 đội với nhau và với những người bí ẩn, đôi khi tất cả chúng tôi hùn lại để chặt Trấn Thành".

## Giải thưởng
| Năm  | Tên giải           | Hạng mục             | Kết quả   | Tham khảo |
| ---- | ------------------ | -------------------- | --------- | --------- |
| 2015 | Giải Mai Vàng 2014 | Chương trình của năm | Đoạt giải | [ 3 ]     |
| 2017 | Giải Mai Vàng 2016 | Chương trình của năm | Đề cử     | [ 4 ]     |

## Nhà tài trợ
- Dầu gội bồ kết Fresh (mùa 1-2)
- Nước hoa Cindy (mùa 2)
- Coolpad (mùa 3)
- Tôn Đông Á (mùa 4-5)
- Không có nhà tài trợ (mùa 6)